# Oskulden bedrar
Oskulden bedrar (originaltitel: The Franchise Affair) är en roman från 1948 av Josephine Tey. Romanen handlar om den unga Betty Kane som påstår sig ha blivit kidnappad av två äldre kvinnor.
Oskulden bedrar filmatiserades 1951 med Michael Denison och Dulcie Gray. Den har även producerats för TV, 1962 och 1988. TV-serien från 1988 i sex avsnitt med Kate Emma Davies i huvudrollen som Betty Kane visades i SVT sommaren 1990.